# Ocyroe armata
 Ocyroe armata    (Wedd.) Bonif., 2008 è una specie di piante angiosperme dicotiledoni della famiglia delle Asteraceae, sottofamiglia Asteroideae,  tribù Astereae (Basal grade) e sottotribù Chiliotrichinae.  Ocyroe armata è anche l'unica specie del genere  Ocyroe  Phil., 1891.

## Etimologia
Il nome generico (Ocyroe) deriva dalla mitologia (Ociroe figlia di Chirone). L'epiteto specifico (armata) si riferisce ai rami spinosi.
Il nome scientifico della specie è stato definito dai botanici Hugh Algernon Weddell (1819-1877) e José Mauricio Bonifacino nella pubblicazione " Brittonia; a Series of Botanical Papers. New York, NY" ( Brittonia 60(3): 207 ) del 2008. Il nome scientifico del genere è stato definito dal botanico Rudolph Amandus Philippi (1808-1904) nella pubblicazione " An. Mus. Nac. Chile, Bot." ( An. Mus. Nac. Chile, Bot. 1891: 33) del 1891.

## Descrizione
Portamento. Le specie di questa voce ha un habitus di tipo arbustivo.
Fusto. La parte aerea in genere è eretta e irregolarmente ramificata. I rami sono spinosi.
Foglie. Le foglie in genere sono disposte in modo alternato e sono più o meno sessili. Le foglie, solitamente ridotte, sono coriacee e di tipo ericoide. La superficie abassiale è densamente tomentosa.
Infiorescenza. Le sinflorescenze sono formate da capolini solitari. Le infiorescenze vere e proprie sono composte da un capolino terminale sessile di tipo discoide con fiori spesso omogami. I capolini sono formati da un involucro, con forme cilindriche, composto da diverse brattee, al cui interno un ricettacolo fa da base ai fiori di due tipi: fiori del raggio (assenti) e fiori del disco. Le brattee, con forme ovato-triangolari, apice acuto e a consistenza coriacea, sono disposte in modo più o meno embricato su 3 - 5 serie. Il ricettacolo è nudo ossia senza pagliette o parzialmente con pagliette a protezione della base dei fiori; la forma è piatta.
Fiori.  I fiori sono tetra-ciclici (formati cioè da 4 verticilli: calice – corolla – androceo – gineceo) e pentameri (calice e corolla formati da 5 elementi). Si distinguono in:
- fiori del raggio (esterni): non presenti;
- fiori del disco (centrali): sono da 8 a 12 con forme tubulose (attinomorfe); sono ermafroditi.

- Formula fiorale:

*/x K {\displaystyle \infty }, [C (5), A (5)], G 2 (infero), achenio
- Calice: i sepali del calice sono ridotti ad una coroncina di squame.

- Corolla: (fiori del disco) la forma è tubulare bruscamente divaricata in 5 lobi; i lobi, patenti o eretti, hanno una forma triangolare; il colore è giallo

- Androceo: l'androceo è formato da 5 stami sorretti da filamenti generalmente liberi; gli stami sono connati e formano un manicotto circondante lo stilo; le teche (produttrici del polline) alla base sono troncate e sono lievemente auricolate (molto raramente sono speronate o hanno una coda); le appendici apicali delle antere hanno delle forme triangolari; il tessuto endoteciale (rivestimento interno dell'antera) è quasi sempre polarizzato (con due superfici distinte: una verso l'esterno e una verso l'interno). Il polline è sferico con un diametro medio di circa 25 micron;  è tricolporato (con tre aperture sia di tipo a fessura che tipo isodiametrica o poro) ed è echinato (con punte sporgenti).[11][13]

- Gineceo: l'ovario è infero uniloculare formato da 2 carpelli.[7] Lo stilo (il recettore del polline) è profondamente bifido (con due stigmi divergenti) e con le linee stigmatiche marginali separate; alla base è presente un rigonfiamento.[14] I due bracci dello stilo hanno una forma bovata e possono essere papillosi o ricoperti da ciuffi di peli.

Frutti. I frutti sono degli acheni con pappo:
- achenio: gli acheni, con forme obconiche, hanno 5 - 8 nervature laterali; la superficie varia da villoso-ghiandolare a densamente tomentoso-ghiandolare; la parete dell'achenio è formata da celle contenenti rafidi ma prive di fitomelanina; il carpoforo normalmente è assente; le setole con punte a forma di ancora non sono presenti;
- pappo: il pappo è formato da 3 - 5 serie di setole rigide scabre; le serie di setole interne sono barbate, quelle esterne sono più piccole.

## Biologia
Impollinazione: tramite insetti (impollinazione entomogama tramite farfalle diurne e notturne).

Riproduzione: la fecondazione avviene fondamentalmente tramite l'impollinazione dei fiori.

Dispersione: i semi cadono a terra e vengono dispersi soprattutto da insetti come formiche (disseminazione mirmecoria). Un altro tipo di dispersione è zoocoria: gli uncini delle brattee dell'involucro (se presenti) si agganciano ai peli degli animali di passaggio che portano così i semi anche su lunghe distanze. Inoltre per merito del pappo il vento può trasportare i semi anche per alcuni chilometri (disseminazione anemocora).

## Distribuzione e habitat
La specie di questa voce è distribuita in Sudamerica occidentale.

## Sistematica
La famiglia di appartenenza di questa voce (Asteraceae o Compositae, nomen conservandum) probabilmente originaria del Sud America, è la più numerosa del mondo vegetale, comprende oltre 23.000 specie distribuite su 1.535 generi, oppure 22.750 specie e 1.530 generi secondo altre fonti (una delle checklist più aggiornata elenca fino a 1.679 generi). La famiglia attualmente (2021) è divisa in 16 sottofamiglie; la sottofamiglia Asteroideae è una di queste e rappresenta l'evoluzione più recente di tutta la famiglia.
Alcune checklist considerano il genere, e quindi la specie di questa voce, un sinonimo del genere Nardophyllum Hook. & Arn. (il sinonimo per la specie è Nardophyllum armatum  (Wedd.) Reiche).

### Filogenesi
La tribù Astereae (una delle 21 tribù della sottofamiglia Asteroideae) comprende circa 40 sottotribù. In base alle ultime ricerche nella tribù sono stati individuati (provvisoriamente) 5 principali lignaggi:
- Basal grade: include alcuni generi isolati, il gruppo "South American-Oceania",  alcune sottotribù africane e il gruppo dei generi legnosi del Madagascar.
- Bellis lineage: comprende le sottotribù eurasiatiche e una sottotribù africana.
- Aster lineage: include i generi asiatici di Asterinae e i principali gruppi dell'Australia e dell'Oceania.
- Baccharis lineage: include alcuni gruppi sudamericani.
- North American lineage: include la vasta gamma di sottotribù del Nordamerica, Messico e alcuni gruppi distribuiti nel Sudamerica.

Il genere Ocyroe (insieme alla sottotribù Chiliotrichinae) è incluso nel lignaggio "Basal grade". In particolare fa parte del sottogruppo relativo agli areali del Sudamerica. Le specie di questo gruppo sono caratterizzate da un livello di ploidia 2x o 4x. La sottotribù è suddivisa in tre cladi (o gruppi): Chiliotrichum clade - Nardophyllum clade - Llerasia clade. Il genere Ocyroe è incluso nel clade "Llerasia" insieme ai generi Llerasia - Haroldia. Questi generi condividono le seguenti caratteristiche morfologiche: il pappo di setole affusolate, le corolle con pubescenze ghiandolari nella porzione centrale del tubo compreso un rigonfiamento globoso non visibile alla base del tubo, le antere con alla base un colletto sclerificato e rami dello stilo lunghi e acuti. Il genere Haroldia risulta in posizione intermedia tra i cladi Llerasia e Nardophyllum e comunque più vicino al clade Llerasia.
I caratteri distintivi della specie  Ocyroe armata sono:
- gli arbusti sono eretti con rami rigidi e spinosi;
- le foglie sono minute;
- i capolini sono solitari;
- il pappo è formato da 3 - 5 serie di setole;
- gli acheni sono densamente villosi.